# Menggoro
Menggoro is een bestuurslaag in het regentschap Temanggung van de provincie Midden-Java, Indonesië. Menggoro telt 2951 inwoners (volkstelling 2010).